# Paris-Roubaix 1933
Paris-Roubaix din 1933 a fost a 34-a ediție a Paris-Roubaix, o cursă clasică de ciclism de o zi din Franța. Evenimentul a avut loc pe 16 aprilie 1933 și s-a desfășurat pe o distanță de 255 de kilometri de la Paris până la velodromul din Roubaix. Câștigătorul a fost Romain Gijssels din Belgia.

## Rezultate
| Loc | Ciclist                  | Timp       |
| --- | ------------------------ | ---------- |
| 1   | Sylvère Maes (BEL)       | 5h 59' 00" |
| 2   | Julien Vervaecke (BEL)   | +0' 00"    |
| 3   | Léon Le Calvez (FRA)     | +1' 48"    |
| 4   | Ludwig Geyer (GER)       | +1' 48"    |
| 5   | Maurice Archambaud (FRA) | +1' 48"    |
| 6   | Alfons Deloor (BEL)      | +1' 58"    |
| 7   | Gaston Rebry (BEL)       | +1' 58"    |
| 8   | Charles Pélissier (FRA)  | +1' 58"    |
| 9   | Emile Decroix (BEL)      | +3' 43"    |
| 10  | René Bernard (FRA)       | +4' 16"    |